# Psilorhynchus arunachalensis
Psilorhynchus arunachalensis is een straalvinnige vissensoort uit de familie van de spoelgrondels (Psilorhynchidae). De wetenschappelijke naam werd gepubliceerd in 2007 door Nebeshwar, Bagra en Das.